# Vagharshak Harutiunyan
Vagharshak Varrnazi Harutiunyan o Vagharshak Varnazovich Arutyunyan (en armenio: Վաղարշակ Վառնազի Հարությունյան; en ruso: Вагаршак Варназович Арутюнян; Ajalkalaki, 28 de abril de 1956) es un militar georgiano nacionalizado armenio, quien sirvió en dos ocasiones como Ministro de Defensa de Armenia, entre 1999 y 2000 y entre 2020 y 2021.

## Biografía
Harutiunyan nació en Ajalkalaki, en la entonces República Socialista Soviética de Georgia (ahora Georgia), una región con una gran población armenia.

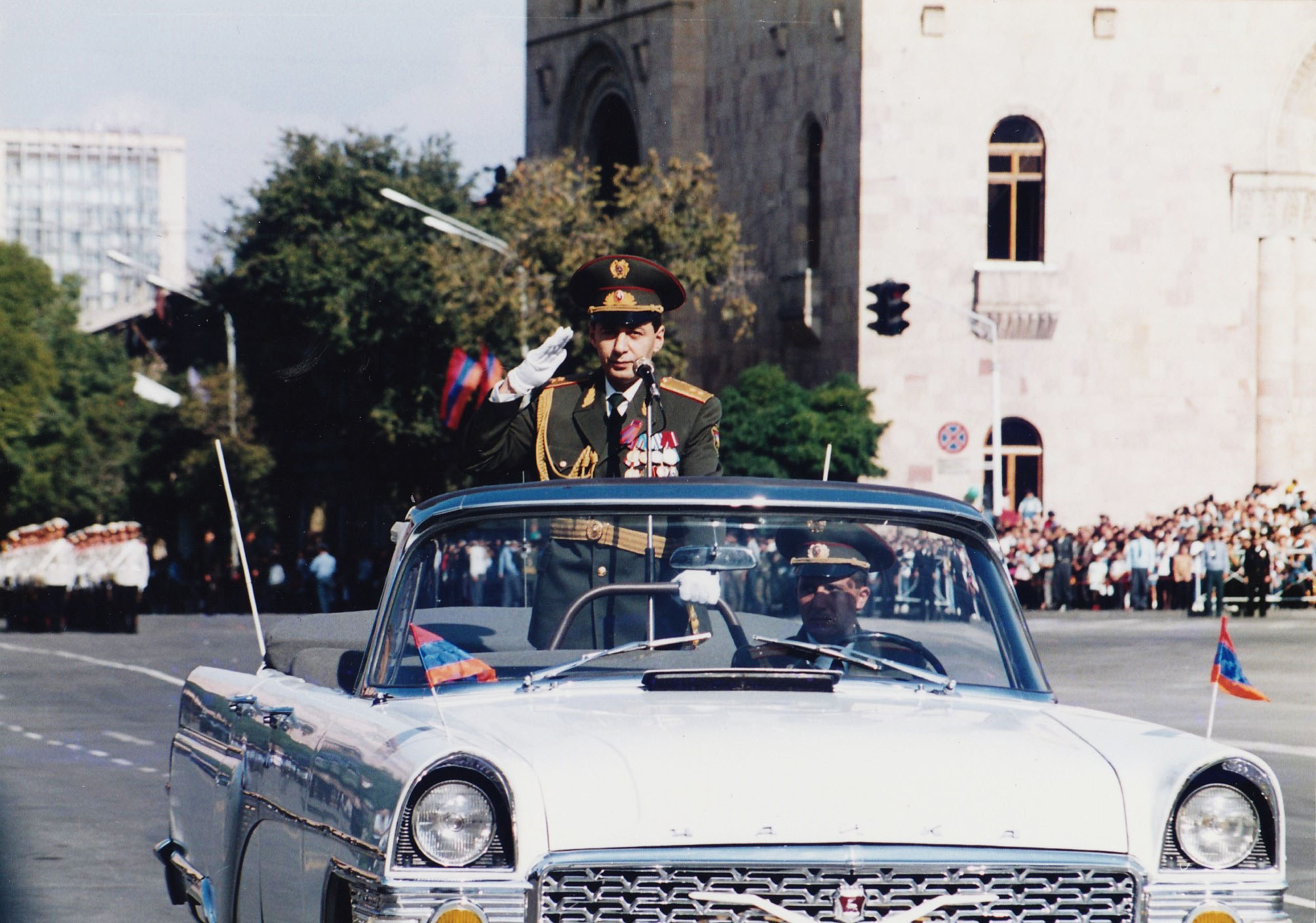
Harutiunyan en el desfile militar del Día de la Independencia de Armenia en 1999.

### Ejército soviético y servicio de la CEI
Se graduó de la Escuela Naval Superior del Caspio en 1978. A partir de ese año, y hasta 1989, combatió en el Ejército de la Unión Soviética en la Guerra Afgano-Soviética. Harutiunyan se graduó de la Academia Naval de Grechko y la Academia Militar del Estado Mayor de las Fuerzas Armadas de la Unión Soviética en 1991.
Cambió su lealtad a Armenia antes de la caída de la Unión Soviética. Harutiunyan fue nombrado viceministro de Asuntos Internos y vicepresidente del Comité de Defensa de Armenia en 1991, en medio de la Primera Guerra de Nagorno-Karabaj. En 1992, asumió el cargo de Subjefe de Estado Mayor del Alto Mando de las Fuerzas Armadas de la Comunidad de Estados Independientes. Harutiunyan fue elegido representante de las Fuerzas Armadas de Armenia en la Comunidad de Estados Independientes en 1994.

### Servicio militar armenio
En 1999, Harutiunyan regresó a Armenia para reemplazar a Vazgen Sargsyan como Ministro de Defensa de Armenia el 11 de junio de 1999, después de que Sargsyan fuera elegido como Primer Ministro. Harutiunyan se unió a Sargsyan y al Jefe del Estado Mayor del Gobierno, Shahen Karamanukyan, en la reunión de jefes de gobierno de la Comunidad de Estados Independientes (CEI) en Yalta, Ucrania, el 7 de octubre de 1999. En febrero de 2000, discutió un plan de cooperación entre Armenia y Bielorrusia con su homólogo bielorruso, Aleksandr Petrovich Chumakov, durante su visita a Minsk para discutir el uso armenio de las plantas militares bielorrusas para mejorar el equipo militar armenio. Dejó el cargo de Ministro de Defensa el 20 de mayo de 2000.

### Carrera política (2002-2020)
El 23 de julio de 2002, Harutiunyan se unió al partido de oposición Hanrapetutyun, dirigido por Aram Sargsyan, hermano de Vazgen Sargsyan. Ese mismo año, por orden del presidente Robert Kocharián, perdió todos sus honores militares. En 2005, junto con Albert Bazeyan, fundó el Partido Renacimiento Nacional. En 2007 el partido cesó sus actividades y se fusionó con el Partido Ramkavar Azatakan, aunque Harutyunyan se opuso a esto. En 2016 corrieron rumores sobre su posible nombramiento al cargo de Secretario General de la Organización del Tratado de Seguridad Colectiva. En 2019, se restableció el rango militar de Teniente General, reingresando al servicio militar. Desde agosto de 2020, se ha desempeñado como Asesor Militar Jefe del Primer Ministro de Armenia.

### Segundo mandato como Ministro de Defensa (2020-2021)
Harutiunyan fue nombrado ministro de Defensa por el primer ministro Nikol Pashinyan y el presidente Armen Sarksyan el 20 de noviembre de 2020, tras la dimisión de David Tonoyan. Su nombramiento fue uno de los cambios en el segundo gobierno de Pashinyan tras el acuerdo de alto el fuego de Nagorno-Karabaj que puso fin a la Segunda Guerra de Nagorno-Karabaj . En su ceremonia de nombramiento, agradeció al Primer Ministro la confianza, expresando que espera que su liderazgo "conserve lo positivo que teníamos en el Ejército" y "evalúe las razones objetivas y subjetivas en un corto período de tiempo y presente un nuevo paquete de reformas". Al día siguiente de su nombramiento, se reunió con su homólogo ruso, Serguéi Shoigú, donde conversaron sobre la fuerza de mantenimiento de la paz rusa en Nagorno Karabaj.
Sirvió como Ministro de Defensa hasta el 20 de julio de 2021, cuando fue reemplazado por Arshak Karapetyan. 

## Premios
- Medalla "Por Servicios a la Patria"
- Recibió medallas, órdenes y otros importantes premios estatales de Armenia, la República Checa, Rusia, la Unión Soviética, Bielorrusia, Bulgaria, Tayikistán y varios otros países.
- Arma nominal (obsequios del exministro de Defensa Vazgen Sargsyan y del exministro de Defensa ruso Pavel Grachev).